# Cesare Antonio Vergara
Cesare Antonio Vergara (Vaglio Basilicata, 23 novembre 1669 – Napoli, 9 marzo 1716) è stato un numismatico italiano.

## Biografia
Cesare Antonio Vergara nacque a Vaglio Basilicata il 23 novembre del 1669 da Paolo Vergara, originario di San Lorenzo in Calabria, e Pasqua Fedota di Vaglio Basilicata. La casata Vergara fu una antichissima e nobile stirpe di origine basca, precisamente della cittadina di Bergara, da cui deriva il cognome, situata nella provincia di Gipuzkoa a trenta chilometri da Deba. 
I Vergara sono presenti nel Regno di Napoli già dal 1381. Il capostipite della famiglia, di cui si ha notizia storica certa, fu il generale dell’armata navale Carlo Vergara. Egli il 20 settembre 1496 ricevette da Ferdinando II di Napoli della casata d’Aragona, il titolo di cavaliere di terra d’Otranto. Un altro Vergara di nome Giovanni ottenne nel maggio del 1508 dal Principe Roberto Sanseverino di Salerno il feudo di Montegiordano in Calabria, in seguito possedette anche Oriolo, come sub feudatario del Sanseverino. 
Cesare Antonio Vergara apparteneva a questa illustre e antichissima casata, che ha avuto molti personaggi ragguardevoli, i quali si sono distinti per gli alti uffici esercitati nel Regno di Napoli. Un ramo di questa nobile famiglia, nella persona del dottor D. Carlo Vergara, Consigliere Regio e Presidente della Regia Camera, acquistò il 26 febbraio 1667 il feudo di Craco, in Basilicata, dal barone e dottore D. Michelangelo Latronico di Tursi. Nello stesso periodo si stabilì a Vaglio Basilicata il padre Paolo Vergara che, oltre a Cesare, generò anche Carlo, Cecilia, Porzia e Laura. 
Cesare Antonio dopo aver abbracciato il sacerdozio, continuò i suoi studi presso l’università di Napoli, conseguendo la laurea in legge o come si diceva allora in utroque iure. In un testo denominato: “ Cenno storico,” i genealogisti di famiglia, Ernesto e Edoardo Vergara Caffarelli, attraverso le loro ricerche considerano D. Michele Vergara e suo fratello D. Carlo dei componenti della loro famiglia. Tenendo presente la menzione fatta dal nostro autore nel suo libro, i genealogisti scrivono: “fanno probabilmente parte della famiglia D. Michele Vergara, che nel 1622 fu maestro di Cerimonie del Viceré Cardinale Antonio Zapata y Cisneros, e il fratello D. Carlo che nel 1632 fu Sergiento Maggiore, comandante le truppe in Calabria. Loro discendente fu il noto numismatico Cesare Antonio Vergara, nato circa il 1680, che fu Cappellano del Cardinale Giovanni Battista Spinola e che nel 1715 pubblicò a Roma il volume: “Monete del Regno di Napoli da Roggiero primo Re, fino all'Augustissimo Regnante Carlo VI Imperadore, e III Re Cattolico”.
La notizia riguardante il maestro di cerimonie del Viceré, D. Michele Vergara, menzionata dai genealogisti, è tratta direttamente dall’opera di Cesare Antonio Vergara, nel passo del libro in cui, nel 1621, tratta l’abolizione della vecchia moneta e il conio della nuova. In questo periodo si verificarono dei disguidi, perché la moneta nuova non fu battuta in maniera sufficiente per permutare la quantità delle precedenti. Questo inconveniente causò una sommossa di popolo, il quale non poteva servirsi della moneta vecchia in quanto abolita, e della moneta nuova perché non battuta in quantità sufficiente per tutti. Quindi narra l’autore: “alcuni plebei nel giorno 24 del mese di Aprile avvicinatisi alla carrozza del Cardinale Viceré, ch’era uscito fuori la porta Capoana, dopo molte parole sconcie, e minaccevoli, gli lanciarono addosso un pezzo di pane, che gli mostravano, lagnandosi di essere poco e cattivo; con che temendo di peggio, fatti sollecitare i cavalli, per la strada di fuori la porta di San Gennaro, entrando per la Reale, detta dello Spirito Santo, si ritirò a Palazzo, con passare la cosa in silenzio. Un altro simile incontro gli fu fatto a’ 4 del mese di Maggio, in cui per la festa che si faceva della Canonizzazione di cinque Santi, era uscito conducendo seco il Conte di Monterey Ambasciatore straordinario al Papa Gregorio XV. Mentre alcuni plebei dopo le parole cominciarono a tirare sassi, e poco mancò di non succedere maggior male, poiché il cavallerizzo volle sfoderare la spada, ma avvertito da Don Michele Vergara, Usciero o sia Maestro di Cerimonie del Viceré, del pericolo di essere tutti tagliati a pezzi dalla moltitudine del popolo, la ripose nel fodero, e tutti a gran passi si ritirarono a Palazzo.” 
Il Vergara ha voluto, intenzionalmente e con un certo compiacimento, menzionare in questo luogo del suo libro D. Michele Vergara, fratello di suo nonno D. Carlo che fu sergente maggiore, nel 1630, del Battaglione della provincia di Calabria Ultra, in sostituzione di D. Giovanni Battista Pappacoda che era deceduto. 
Un’altra notizia personale, riferita a se stesso, riguarda il suo trasferimento a Roma, ed è esposta nel luogo del libro dove descrive il periodo storico della successione a Giovanna I Regina di Napoli. La quale in un primo momento aveva scelto come suo legittimo successore, il cugino e nipote, Carlo di Durazzo, che aveva fatto sposare con Margherita di Durazzo, figlia di sua sorella Maria di Calabria e di Carlo conte di Gravina e duca di Durazzo, e che poi a seguito di alcuni rivolgimenti, aveva scelto come suo successore Luigi I d'Angiò, secondogenito del re di Francia. Durante queste turbolenze: “ Accadde anche in quel tempo del 1378, che per la morte di Gregorio XI ( il quale aveva riportato da Avignone la Sede in Roma) dovendosi fare l’elezione del nuovo Papa, il Popolo Romano, desideroso di averlo Italiano, fece qualche tumulto; onde i Cardinali elessero fuor del loro Collegio col nome di Urbano VI Bartolomeo Prignano, Napolitano, Arcivescovo di Bari, che prima era stato Arcivescovo dell’antichissima Chiesa Metropolitana di Acerenza, in cui ho goduto un Canonicato per alcuni anni, che ho poi rinunziato per trattenermi in Roma.” 
Prima di prendere dimora a Roma, il nostro autore rammenta di aver ottenuto un canonicato presso l’antichissima cattedrale di Acerenza; non ci informa però degli anni in cui ha vissuto ad Acerenza e del periodo in cui fu ascritto al Canonicato. A Roma ebbe l’incarico di Segretario del cardinale Giovanni Battista Spinola, detto il cardinale di San Cesareo, invece Monsignor Giusto Fontanini, che fu un suo acerrimo detrattore, afferma che egli fu il Cappellano del Cardinale Spinola. Il risentimento di Monsignor Fontanini era dovuto più al contrasto con Ludovico Antonio Muratori, suo avversario, in quanto avvocato degli Estensi, per la disputa causata dall'occupazione imperiale del territorio pontificio di Comacchio e del tentativo degli Estensi di far valere gli antichi diritti su quelle terre, che con il Vergara, il quale era amico del Muratori e da lui molto apprezzato. Comunque cappellano o segretario, il Vergara grazie alla sua posizione privilegiata fece la conoscenza di molti prelati e di tanti personaggi illustri, uno di questi fu il conte Johann Wenzel von Gallas, ambasciatore austriaco a Roma dell’imperatore Carlo VI d'Asburgo, con il quale entrò in confidenza. Il conte di Galass gli fu talmente amico da impetrare all’imperatore di favorire il Vergara concedendogli un Vescovado Regio; il primo che rimanesse privo del titolare della carica. 
A Roma Don Antonio Vergara ottenne il 5 aprile 1705 dal Cardinale Gaspare Carpegna, Vicario Generale del Papa Clemente X, il teschio di San Clemente, rinvenuto nelle Catacombe di San Callisto, che donò alla Chiesa Madre di Vaglio Basilicata il 12 maggio 1705. Questa reliquia, che si considerava perduta, è stata rinvenuta durante i lavori di restauro dell'altare della Chiesa di Santa Caterina d’Alessandria. Insieme alla reliquia è stata rinvenuta la bolla pontificia sottoscritta dal Cardinale Carpegna; sul retro del documento vi è la donazione autografa di Don Antonio Vergara attestata dal notaio Nicola Fedota di Tolve: “Ego infrascriptus ad majorem Dei gloriam, et Suorum (Sanctorum) venerationem, et cultum donabo insignem Reliquiam retroscriptam Christi Martyris S.Clementis Ecclesiae Matrici huius terrae Balij meae Patriae, ut in ea collocari, et pubblicae fidelium venerationi exponi possit. Datum Balij hac die 12 Maij 1705. Ego Canonicus Antonius Vergara.”
Tranne monsignor Fontanini, Vergara ebbe molti estimatori e tra questi oltre al Muratori vi fu il conterraneo, l’abate Placido Troyli di Montalbano Ionico. Monsignor Fontanini muove delle obiezioni banali al Vergara già in riferimento al titolo del libro: gli contesta la prerogativa di definire lo stato napoletano, Regno, perché secondo lui: “ questa prerogativa fu annessa alla sola Isola di Sicilia di là dal Faro, che precisamente è regno, e non alle altre provincie di qua, che si qualificarono per Terre e Ducee, e non Regno.” Una capace difesa dell’abate Vergara la fece Apostolo Zeno; nelle chiose al libro del Fontanini: Biblioteca dell'eloquenza italiana, giustificò il termine, Regno, usato dal Vergara nel titolo del libro, con la considerazione che nel linguaggio corrente si usava chiamarlo comunemente Regno per la continua e durevole residenza dei Monarchi a Napoli. Non ha certamente torto il Vergara, che in un'opera del XVIII secolo si è servito del linguaggio comune per indicare lo stato napoletano. Lo stesso titolo veniva usato al tempo dei Normanni, i quali si davano i titoli di Re di Sicilia, di Puglia e di Calabria, tutti luoghi che appartenevano ad un solo regno, quello che poi diventerà in seguito il Regno di Napoli. Il Fontanini non contento di essere stato confutato per una così futile obiezione muove altre mediocri critiche al Vergara sulla descrizione delle monete, poiché secondo lui si sarebbe astenuto dal citare Filippo Paruta, tranne che una sola volta per confutarlo, ed inoltre avrebbe tralasciato di menzionare alcune importanti monete. Il libro fu stampato a Roma il primo settembre 1715 con l’approvazione di monsignor Francesco Bianchini, cameriere di onore del Papa Clemente XI e dell’abate Giovanni Vignoli, custode della Biblioteca Apostolica Vaticana. L’Imprimatur venne concesso da Padre Gregorio Selleri, dell’Ordine dei Predicatori, Maestro del Sacro Palazzo Apostolico, a seguito delle relazioni dei precedenti che avevano letto il libro per sua commissione. 
Il Vergara ritornato a Napoli, dopo pochi mesi la pubblicazione del libro, morì il 9 marzo 1716 e fu seppellito nella Chiesa di Santa Chiara, dove venivano inumate le spoglie delle persone appartenenti al ceto nobiliare.